# Щербатов, Сергей Александрович (полковник)
Князь Серге́й Алекса́ндрович Щерба́тов (8 [20] июня 1804, Москва — 12 [24] апреля 1872, Москва) — полковник, Лебединский уездный предводитель дворянства, из рода князей Щербатовых.
Брат Николая Щербатова и известной красавицы Анны Александровой.

## Биография
Родился 8 (20) июня 1804 года в Москве в семье камергера князя Александра Александровича Щербатова (1766—1834) от его брака с княжной Прасковьей Сергеевной Одоевской (1773—1851). За отцом в 1838 году «состояло по Харьковской губернии 2 тысячи душ, по Орловской 200 душ и по Воронежской 600 душ»
На службу поступил юнкером в Ахтырский гусарский полк 14 февраля 1822 года; портупей-юнкер (02.10.1822), корнет (24.08.1823). Переведён в лейб-гвардии конно-егерский полк 2 мая 1824 года; поручик (06.12.1827). С 1829 года — адъютант генерала И. Ф. Паскевича-Эриванского. Принимал участие во взятии Эривани, а также варшавского предместья — Праги в ходе подавления польского восстания (1830). Штабс-капитан (1831), капитан (1833). Был переведён в чине подполковника 31 июля 1836 года в Кинбурнский драгунский полк. Уволен от службы полковником 25 ноября 1837 года; был награждён за 25 лет службыорденом Святого Георгия 4-й степени.
Знакомый Пушкина, имел в библиотеке экземпляр «Кавказского пленника» с авторской дарственной надписью: «Другу моему Сергею».
Унаследовал от родителей село Терны Лебединского уезда Харьковской губернии, где проживал с семьёй. Также приобрёл деревню Николаевку Валковского уезда (ныне не существует) у действительного статского советника барона Михаила Карловича Розена. В течение ряда лет состоял предводителем дворянства Лебединского уезда. В принадлежащих ему имениях построил два сахароперерабативающих завода. Директор Московской лосинной фабрики.
В 1852 году с женой и детьми переехал в Москву, где семья разместилась в большом доме в Мертвом переулке.
Скончался 12 (24) апреля 1872 года в Москве, похоронен в Новодевичьем монастыре (могила уничтожена в 1930-е).

## Семья

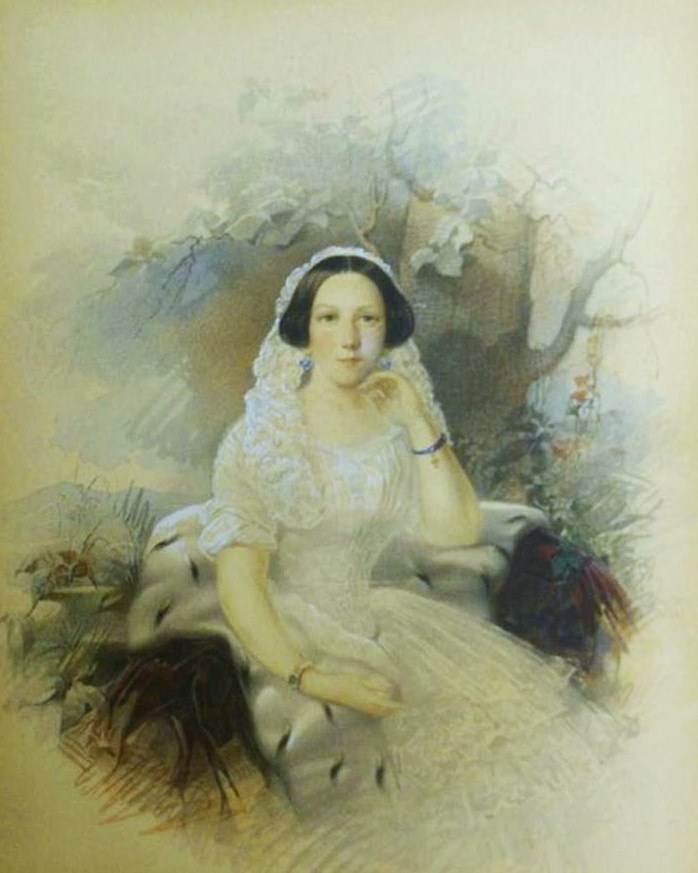
Прасковья Борисовна

Жена — княжна Прасковья Борисовна Святополк-Четвертинская (1818—31.05.1899), дочь князя Б. А. Святополк-Четвертинского и Надежды Фёдоровны урождённой княжны Гагариной. Друг семьи поэт В. А. Жуковский называл её «Психеей Борисовной». Умерла от паралича мозга в Петербурге, похоронена рядом с мужем в Москве в Новодевичьем монастыре.
Дети:
- Борис Сергеевич (1837 или 18.02.1839 — 10.08.1921) — полковник, окончил Михайловское артиллерийское училище, участник подавления польского восстания, служил на Кавказе, предводитель дворянства Харьковской губернии (1873—1876), женат (с 1866) на Анне Николаевне Бутурлиной (23.02.1846 — 2.06.1906), дочери генерал-лейтенанта Н. А. Бутурлина; имели шесть сыновей и три дочери;
- Прасковья Сергеевна (28.03.1840—30.06.1924) — историк, археолог; замужем за графом А. С. Уваровым (1825—1884);
- Александр Сергеевич (11.06.1841 — 29.04.1870[6]) — женат на Анне Григорьевне N; умер от воспаления кишечника.
- Надежда Сергеевна (1.05.1843 — 1929 или 10.12.1931) — фрейлина; была замужем за юристом Фёдором Алексеевичем Левшиным (15.05.1839 — 1884), имела четырёх сыновей;
- Сергей Сергеевич (1844 или 17.12.1846 — 30.04.1876) — женат на Елизавете Павловне Дубинской (25.11.1853 — 27.05.1875), один сын;
- Федор Сергеевич (1847 или 1848 — 26.11.1885);
- Владимир Сергеевич (18.12.1848 — 15.02.1877, Вена);
- Николай Сергеевич (26.10.1853, Москва — 24.02.1929, Москва) — морской офицер, историк, археолог, директор Исторического музея в Москве, женат на графине Софье Александровне Апраксиной (30.06.1852, Дрезден — 1917, Москва); у них сын и дочь;
- Мария Сергеевна (20.10.1859 — 1918 или август 1921, Смоленск) — фрейлина (с 22 ноября 1878), занималась благотворительностью, одна из учредительниц и первая председательница Правления общества «Ясли», созданного (1893) для присмотра и ухода за малолетними детьми бедных жителей Петербурга, преимущественно рабочего класса. Арестована летом (1921), как член Союза защиты Родины и Свободы. Расстреляна большевиками (август 1921) в Смоленске.